# Slick Watts
Pour les articles homonymes, voir Watts (nom de famille).
Donald Earl « Slick » Watts, né le 22 juillet 1951 à Rolling Fork (Mississippi) et mort le 15 mars 2025, est un joueur américain de basket-ball. Watts est aussi une  légende de streetball de New York, qui évolue également en NBA dans les années 1970. Watts popularise le port du bandeau de tête par les joueurs de basket-ball, un acte redevenu à la mode lors de ces dernières saisons.
Il effectue sa carrière universitaire en National Association of Intercollegiate Athletics (NAIA) à l'Université de Xavier. En 1972, il reçoit une honorable Motion NAIA All-America. Durant ses années universitaires, sa moyenne de points est de 18,3, sa moyenne à la passe étant de 4,1.
Non sélectionné lors du repêchage de 1973, Watts signe avec les SuperSonics de Seattle en tant que agent libre après un essai concluant. Il termine meilleur passeur et meilleur intercepteur de la NBA lors de la 1976 et est élu dans la NBA All-Defense First-Team. Lors de cette même année, Watts reçoit le trophée J. Walter Kennedy Citizenship pour ses services rendus à la communauté. Il termine également au deuxième rang de la ligue pour la moyenne de passe par match lors de la saison 1977-1978.
Des blessures raccourcissent sa carrière, lui faisant disputer seulement six saisons en NBA avant qu'il ne prenne sa retraite. Il joue quatre ans et demi avec les SuperSonics de Seattle, une demi-saison avec le Jazz de la Nouvelle-Orléans et une saison avec les Rockets de Houston.

## Pour approfondir
- Liste des meilleurs passeurs en NBA par saison.
- Liste des meilleurs intercepteurs en NBA par saison.
- Liste des joueurs de NBA avec 9 interceptions et plus sur un match.